# Діділія
Діді́лія — слов'янська богиня дітонародження, росту, рослинності, уособлення місяця. Молодша донька богині Лади. Вважалася богинею материнства, тому жертви їй приносили, переважно, жінки: вагітні просили легких родів, бездітні — дарувати дитину, багатодітні жінки просили поради, як виховати дітей та вберегти їх від лиха. Жертвою для богині були квіти та плоди, часто жертвували новонароджених домашніх тварин — телят, ягнят, поросят, проте тварин не вбивали, а віддавали бідним.
Діділія зображувалася по-різному: молодою жінкою, із закутаною у плащ головою, із запаленим смолоскипом в голих руках (смолоскип — символ початку нового життя); вагітною жінкою, з квітами, у вінку. Одна рука богині була стиснута в кулак як символ тяжкості пологів, інша — відкрита, благословляюча.
Найбільший храм Діділії в Київській Русі знаходився в Києві.